# Vila da Glória
Vila da Glória faz parte do Distrito do Saí, na parte continental do município, no lado norte da Baía da Babitonga. A Capela de Nossa Senhora da Glória, no centro da vila, integra o conjunto de monumentos históricos; a construção da primeira aconteceu em 1855. Nas proximidades, também podem ser encontrados vestígios do Falanstério do Saí. Camarões graúdos, mariscos servidos em porções generosas, filés de peixe recém pescado fizeram a fama de diversos restaurantes, espalhados ao longo da costa continental. Mas a principal riqueza do lugar é mesmo a natureza pródiga da Mata Atlântica, quase intocada, com cachoeiras e bromélias, cachoeira com a da Chapada e do Bachmeyer, que se estende do mar até as encostas da Serra do Mar. O transporte até a Vila da Glória é feito em barcos-lotação que partem do trapiche central de São Francisco do Sul.